# Meißenisch
Das Meißenische oder Meißnische ist eine Dialektuntergruppe des Obersächsischen.

## Charakter
Meißenisch weist neben allen typischen Ausspracheformen desselben  folgende Eigenarten auf: Palatalisierung des Konsonanten „k“ ist nicht so stark wie beispielsweise bei den westlicher wohnenden Sprechern.
Typisch meißenisch in sprachlicher Hinsicht ist die Verwendung der Partikeln …, nicht wahr und …, nicht wahr, nicht? in fragender Form. Von der Aussprache her wird diese Floskel soweit zusammengezogen, dass es wie … norr oder norr ni? klingt.
Typisch ist die allen Sprechern eigene Intonation (abhängig von Satzbau und Satzinhalt), die bei einzelnen Sprechern bis in die Stufe des Hochsprachlichen zu verfolgen ist. Begünstigend ist hierbei, dass die Aussprache der deutschen Sprache nicht in allen Fällen normiert ist.
Meißenisch ist vermutlich bereits ein Mesolekt, denn der Auflösungsprozess der meißenischen Basilekte, also die Herausbildung einer Verkehrs- und Umgangssprache, fand bereits um 1500 am Ende des Mittelhochdeutschen und dem Beginn des Neuhochdeutschen statt.
Meißenisch gilt in der Wahrnehmung von Deutschsprachigen außerhalb des Sprachraums vielfach als „Sächsisch“ schlechthin und wird mit jedem Bewohner Sachsens und sogar der ehemaligen DDR identifiziert. Dabei werden regionale Unterschiede innerhalb des Thüringisch-Obersächsischen und innerhalb des Freistaats außer Acht gelassen.
Die Meißner Kanzleisprache diente Martin Luther als Grundlage seiner Bibelübersetzung und hat also wesentlich zur Herausbildung der neuhochdeutschen Schriftsprache beigetragen.

## Namensherkunft
Der Namensursprung des Dialektes und der Kreisstadt Meißen lässt sich auf das 10. Jahrhundert zurückverfolgen. Im Jahr 929 ließ der ostfränkische König Heinrich I., inmitten eines Feldzuges, eine Burg erbauen, die wahrscheinlich nach dem naheliegenden Bach „Meisa“ benannt wurde. Der Nachfolgebau dieser Burg „Misnia“ – die Albrechtsburg in Meißen – gilt bis heute als das erste Schloss Deutschlands und ist von hoher kultureller Bedeutung, da sie nicht nur eine der bekanntesten spätgotischen Architekturdenkmäler ist, sondern der Burgberg, auf dem sie thront, auch die Grundlage für die Entstehung der Mark und heutigen Stadt Meißen bildete.

## Verbreitung
Meißenisch wird in dem Raum Oschatz, Großenhain, Radeberg, Sebnitz entlang der tschechischen Grenze bis Freiberg und Rochlitz gesprochen. Name und Verbreitungsgebiet entsprechen etwa der Mark Meißen.

## Dialekte
Als Dialektgruppe unterteilt sich das Meißenische in fünf Dialekte.
- Nordmeißenisch (Grimma-Döbeln-Riesa)
- Nordostmeißenisch (Lommatzsch-Großenhain)
- Westmeißenisch (Mittweida-Rochlitz-Borna)
- Südmeißenisch (Oederan-Frankenberg-Hainichen-Freiberg)
- Südostmeißenisch (Dippoldiswalde-Freiberg-Meißen-Radeburg-Pirna-Bad Schandau, auch Dresden)

Die Dialekte westlich von Frankenberg müssen schon dem Ostthüringischen zugerechnet werden, wobei es im Chemnitzer und Zwickauer Umland Interferenzen mit dem Vorerzgebirgischen und Vorvogtländischen gibt.

## Quelle
- Linguasphere Register. Ausgabe 1999/2000, S. 431–432, ISBN 9780953291915.
- Markgrafschaft Meißen